# Ipomoea tiliacea
Ipomoea tiliacea ist eine Pflanzenart aus der Gattung der Prunkwinden (Ipomoea) aus der Familie der Windengewächse (Convolvulaceae). Die Art ist in Amerika und auf den Westindischen Inseln verbreitet.

## Beschreibung

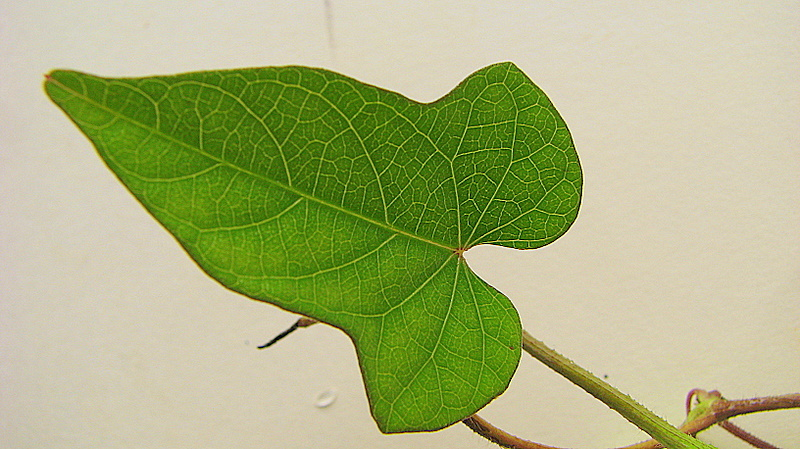
Blatt

Ipomoea tiliacea ist eine krautige Kletterpflanze, die unbehaart oder spärlich behaart ist. Die Laubblätter sind lang gestielt, die Blattspreite ist herzförmig-eiförmig oder gerundet herzförmig, ganzrandig oder dreigelappt 5 bis 8 cm lang, nach vorn spitz.
Die Blütenstände sind wenig- bis mehrblütige Zymen, die Blütenstandsstiele sind genauso lang wie oder deutlich länger als die Blattstiele. Die Blütenstiele sind meist kurz. Die Kelchblätter sind fast lederig, langgestreckt bis eiförmig, stachelspitzig oder begrannt und ungleich lang, wobei die längeren etwa 8 mm lang sind. Die Krone ist unbehaart, violett, pink oder selten auch weiß gefärbt, meist mit einem dunkleren Schlund und 3 bis 5 cm lang.
Die Früchte sind nahezu kugelförmige, zweikammerige, 8 bis 10 mm durchmessende Kapseln, die Samen sind unbehaart.

## Verbreitung
Die Art ist im südlichen Florida, von Mexiko über Guatemala und Belize bis El Salvador und von Panama bis nach Südamerika sowie auf den Westindischen Inseln verbreitet. Sie wächst in feuchten oder trockenen Dickichten, oftmals auf felsigen Hängen oder in Hecken und Schuttplätzen oder als Unkraut auf kultivierten Flächen in Höhenlagen von unter 1800 m.